# Just Cause 2
Just Cause 2 ist ein 2010 erschienenes Computerspiel aus dem Genre der Third-Person-Shooter und ist der Nachfolger des 2006 erschienenen Just Cause. Es wurde vom schwedischen Entwickler Avalanche Studios entwickelt und von Square Enix für die Plattformen Windows, Xbox 360 und PlayStation 3 veröffentlicht. Ursprünglicher Publisher war das Unternehmen Eidos Interactive, das allerdings 2009 von Square Enix aufgekauft wurde.
Das Spiel hat bis auf die Hauptfigur, Rico Rodriguez, handlungstechnisch keine Verbindung zu seinem Vorgänger. Dennoch sind Handlung und Aufbau sehr ähnlich. Der Spieler wird auf die laut dem Entwickler 1024 km² große, fiktive und komplett frei erkundbare Pazifikinsel Panau entsandt, um für einen amerikanischen Geheimdienst den Diktator Pandak Panay auszuschalten. Dazu unterstützt er mehrere Rebellengruppen auf der Insel und sabotiert Militärbasen und Versorgungseinrichtungen.
Just Cause 2 wurde von der Fachpresse positiv aufgenommen. Die Online-Datenbank Metacritic, die Testberichte sammelt und auswertet, errechnete für die einzelnen Versionen Bewertungsdurchschnitte zwischen 81 und 85 von 100 Punkten. Tester lobten vor allem die große Spielwelt und die daraus resultierende große spielerische Freiheit. Kritisiert wurden Handlung, Dialoge sowie mangelnde Abwechslung bei den Missionen.
Bei Verkaufsstart belegte der Titel den ersten Platz in den britischen Verkaufscharts. Laut Angaben von Square Enix wurden bis September 2010 etwa 1,48 Millionen Einheiten verkauft.
Der Nachfolger Just Cause 3 ist am 1. Dezember 2015 für Windows, Xbox One und PlayStation 4 erschienen.

## Handlung
Die USA sind besorgt über den südostasiatischen Inselstaat Panau, da der amerikafreundliche Präsident Panaus ermordet worden ist und sich der außenpolitische Kurs der Insel unter dem neuen Machthaber Pandak Panay deutlich verändert hat. Daher hat der amerikanische Geheimdienst Agentur einen Agenten, Tom Sheldon, auf die Insel beordert, um die Zustände dort zu beobachten.
Zu diesem Agenten ist jedoch der Kontakt abgerissen. Die Agentur nimmt an, dass Sheldon die Seiten gewechselt hat. Daher entsendet sie einen weiteren Agenten, Rico Rodriguez, der Sheldon finden soll. Dieser hält sich aufgrund eines ausländerfeindlichen Kurses der Regierung auf der Insel versteckt.
Zusätzlich ruft jemand unter dem Codenamen Weißer Tiger zur Rebellion gegen den Präsidenten Panay auf. Um an Informationen über den Weißen Tiger zu gelangen, unterstützt Rico lokale Rebellenorganisationen, die sich bei der Machtübernahme des Präsidenten formiert haben. Es gibt insgesamt drei Rebellengruppen, die kommunistisch orientierten Reapers, die mafiösen Roaches und die nationalistischen Ular Boys. Rico unterstützt die Fraktionen, indem er ihnen bei Festungsübernahmen hilft und verschiedene Missionen für sie absolviert. Gleichzeitig erhält er Aufträge von der Agentur, die ebenfalls zur Schwächung des Regimes dienen.
Bei einem Einsatz in einem Tempel für eine der Rebellengruppen trifft Rico auf den Weißen Tiger, der sich als der gesuchte Agent Tom Sheldon zu erkennen gibt. Nach der gemeinsamen Flucht vor einem Großangriff der Regierungstruppen arbeiten beide zusammen, wobei Sheldon die Organisation von Waffenlieferungen übernimmt.
Im weiteren Verlauf des Spiels erfährt der Spieler, dass die Rebellengruppen jeweils von Japan, China oder Russland unterstützt werden. Alle diese Nationen haben es, ebenso wie Ricos Auftraggeber aus den USA, auf die Ölvorkommen im Meer von Panau abgesehen. Rico wird daher auf die Unterstützer aus den drei Staaten angesetzt, bei denen es sich vorwiegend um ehemalige hochrangige Militärs handelt. Es gelingt ihm, diese im Three-Kings-Hotel von Panau auszuschalten.
Schließlich macht er sich auf, Präsident Panay auszuschalten. Nachdem ein Attentat in dessen Anwesen fehlgeschlagen ist, greift Rico ihn in einem Atom-U-Boot an, welches sich als letzter Rückzugsort des Präsidenten herausstellt. Der Präsident feuert mit diesem vier Atomraketen ab, die auf Japan, China, Russland und die USA gerichtet sind. Rico gelingt es, die Raketen zu entschärfen, wobei der Präsident zu Tode kommt. Eine Rakete schlägt auf den Ölvorkommen der Insel auf, wodurch diese zerstört werden. Dadurch verlieren die vier Großmächte das Interesse an Panau.

## Spielprinzip

### Allgemein
Das Kernelement von Just Cause 2 ist die Einzelspieler-Kampagne. In dieser versucht der Spieler, die Regierung des Inselstaats Panau mit allen Mitteln zu destabilisieren. Dies geschieht größtenteils im freien Spiel durch Angriffe auf den über die ganze Insel verteilten Regierungsbesitz. Dazu zählen Kasernen, Propaganda-Fahrzeuge, Statuen des Präsidenten, Wassertürme oder Kraftwerke.
Im freien Spiel besitzt der Spieler keine festen Zielvorgaben, vielmehr kann er die Spielwelt auf eigene Faust erkunden. Dabei stehen ihm viele Möglichkeiten offen. Den Schwerpunkt stellt dabei die Sabotage der Regierungseinrichtungen dar. Weiterhin kann der Spieler lokale Rebellenorganisationen unterstützen. Abseits des Kampfes gegen die Regierung kann der Spieler Rennen, sowohl zu Luft, zu Lande als auch zu See bestreiten. Dafür erhält der Spieler Geld, mit dem er Ausrüstungsgegenstände erwerben kann. Die Rennen lassen sich beliebig oft wiederholen.
Die Handlung des Spiels wird in Form einer Kampagne erzählt. Diese besteht aus mehreren umfangreichen Missionen, die der Spieler nacheinander absolvieren kann. Durch Fortschritt in der Handlung schaltet der Spieler neue Ausrüstungsgegenstände frei. Ansonsten nimmt die Handlung eine eher untergeordnete Stellung im Spiel ein.
Seine Ausrüstung erhält der Spieler von einem Freund aus der Agentur. Bei ihm kann er Waffen und Fahrzeuge anfordern, sowie an einem beliebigen, bereits entdeckten Ort per Helikopter abgesetzt werden. Jedoch ist der Spieler nicht auf diese Ausrüstung angewiesen, er kann Waffen, Munition und Fahrzeuge auch in der Spielwelt finden oder stehlen.
Für das Springen und Bergsteigen stehen dem Spieler ein Enterhaken und ein Fallschirm zur Verfügung. Mit dem Enterhaken kann der Spieler sich außerdem an Häuserwänden oder Bäumen hochziehen. Er kann ihn aber auch gegen seine Gegner verwenden. So kann er Soldaten oder feindliche Fahrzeuge an Objekten wie Gebäuden anketten und sie damit behindern.
Das Spiel verwendet wie der Vorgänger eine ungewöhnliche Spielphysik, die stark actionbetont ist und die Spielfigur außergewöhnlich widerstandsfähig macht. So kann der Spieler beispielsweise auf fliegenden Flugzeugen stehen, mehrere Schusssalven überleben oder Stürze aus mehreren Metern weitgehend unbeschadet überstehen. Die Fahrzeuge besitzen ein detailliertes Schadensmodell. Sämtliche sichtbaren Fahrzeugteile sind zum Teil stark deformierbar.
Die PlayStation-3-Version des Spiels verfügt über eine Video-Funktion, mit der Spieler das Spielgeschehen aufzeichnen und anschließend entweder in der XrossMediaBar ansehen oder bei YouTube hochladen können.

### Rebellen
Auf Panau kann der Spieler in Kontakt mit drei Rebellengruppen treten. Zu Beginn des Spiels verfügen diese Gruppen jeweils über eine kleine Basis. Der Spieler tritt nacheinander mit den drei Gruppen in Kontakt und unterstützt sie dabei, Festungen der panauischen Armee zu erobern. Jede von den Rebellen kontrollierte Festung dient dem Spieler fortan als Stützpunkt, auf dem er Waffen und Fahrzeuge erhält. Außerdem entsenden die Rebellen regelmäßig Patrouillen, die Regierungstruppen in der Nähe der Basis angreifen. Weiterhin bieten sie dem Spieler regelmäßig Nebenmissionen an.

### Chaos
Der Fortschritt des Spielers in der Kampagne wird durch sogenannte Chaospunkte symbolisiert. Der Spieler sammelt diese Punkte, indem er Regierungseigentum zerstört oder Missionen für die Rebellenfraktionen absolviert. Dadurch wächst die Beunruhigung in der Bevölkerung und beim Militär Panaus, wodurch der Präsident geschwächt wird. Durch das Sammeln von Chaospunkten werden neue Waffen, Fahrzeuge und Missionen freigeschaltet. Auch nach Vollenden der Kampagne und nach der Freischaltung aller Schwarzmarktobjekte ist das Verursachen von Chaos noch sinnvoll, da die Zerstörung sämtlichen Regierungseigentums auf der Insel notwendig ist, um das Spiel zu 100 % abzuschließen.

### Fahrzeuge

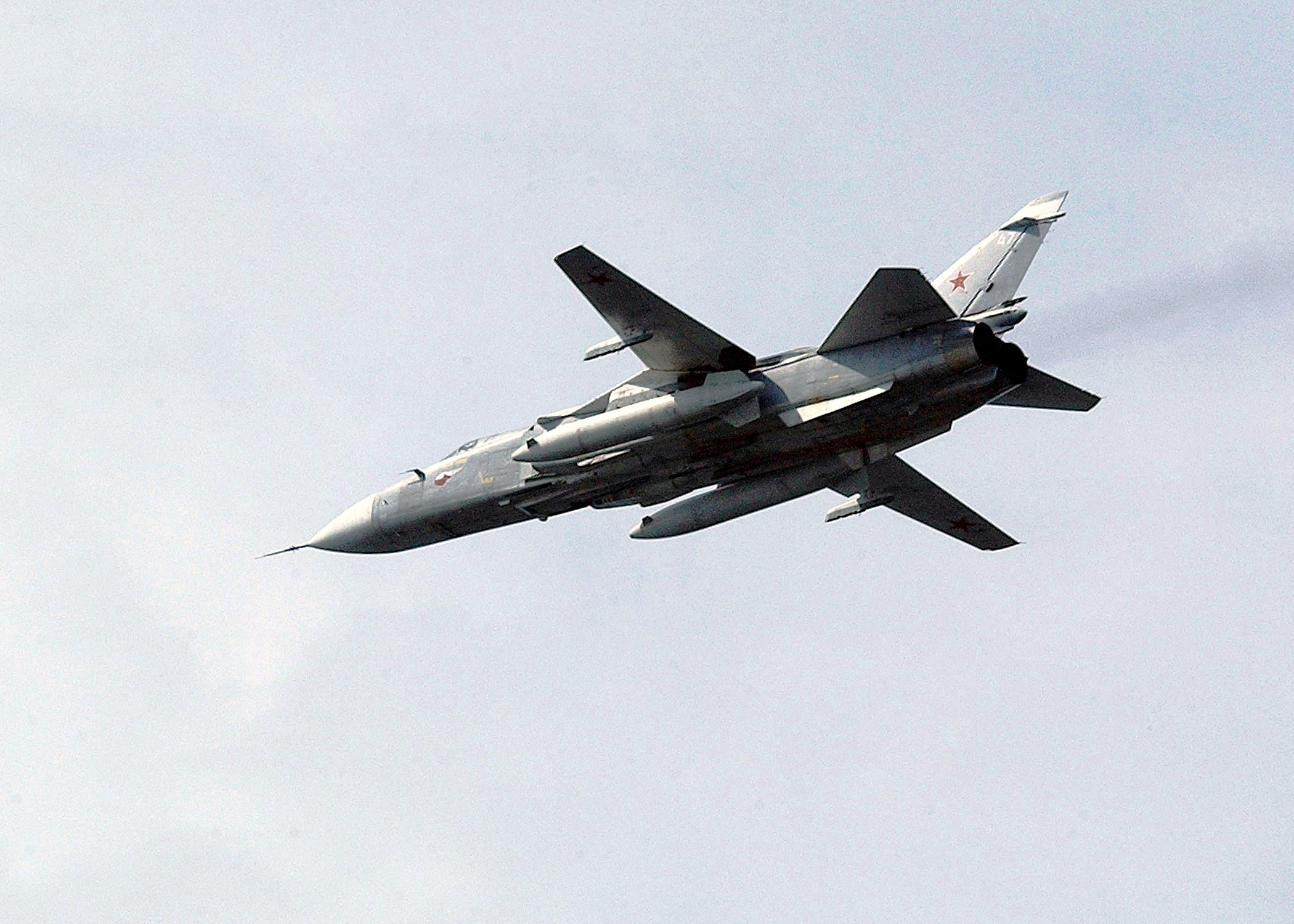
Auch Militärflugzeuge lassen sich in Just Cause 2 spielen

Dem Spieler stehen eine Vielzahl von Fahrzeugen zur Verfügung. Es handelt sich bei allen Modellen um fiktive Modelle. Die im Spiel enthaltenen Fahrzeuge umfassen PKW, LKW, Motorräder, Flugzeuge, Hubschrauber und Boote. Der Spieler kann eine gewisse Auswahl von diesen über seinen Kontakt bei der Agentur kaufen. Diese Fahrzeuge kann der Spieler auch unter Verwendung von auf der Insel gefundenen Aufrüstungsgegenständen in Sachen Geschwindigkeit, Robustheit und Bewaffnung verbessern. Alternativ kann er Fahrzeuge auf der Insel entwenden. Versucht der Spieler, Fahrzeuge des Militärs zu entwenden, kommt es zu einem Feuergefecht.

### Sammelbare Objekte
In Just Cause 2 kann der Spieler bei der Erkundung der Insel eine Vielzahl von Objekten einsammeln. Beispielsweise gibt es diverse Kisten mit Ersatzteilen, mit denen der Spieler die Waffen und Fahrzeuge, die er von seinem Agenturkontakt angeboten bekommt, aufrüsten kann. Weiterhin gibt es Geldkassetten, die der Spieler zum Kaufen von Ausrüstung verwenden kann.
Weitere Bonusobjekte stammen von den drei Rebellengruppen. Jede von diesen besitzt ein spezielles Objekt, beispielsweise Drogenkoffer oder Schmuggelkisten, von denen jeweils 100 auf der Insel verlorengingen. Diese kann der Spieler einsammeln.
Die Entwickler von Just Cause 2 bauten einige versteckte Besonderheiten, sogenannte Easter Eggs in die Spielwelt ein, zum Beispiel Geheimdepots mit zahlreichen Waffen, einen Heißluftballon oder eine Seifenblasenpistole. Von Berichterstattern häufig aufgegriffen wurden Anspielungen auf die amerikanische Fernsehserie Lost, zu denen eine abgelegene Insel und eine Bodenklappe und ein abgestürztes Flugzeug auf dieser Insel zählen.

## Entwicklung

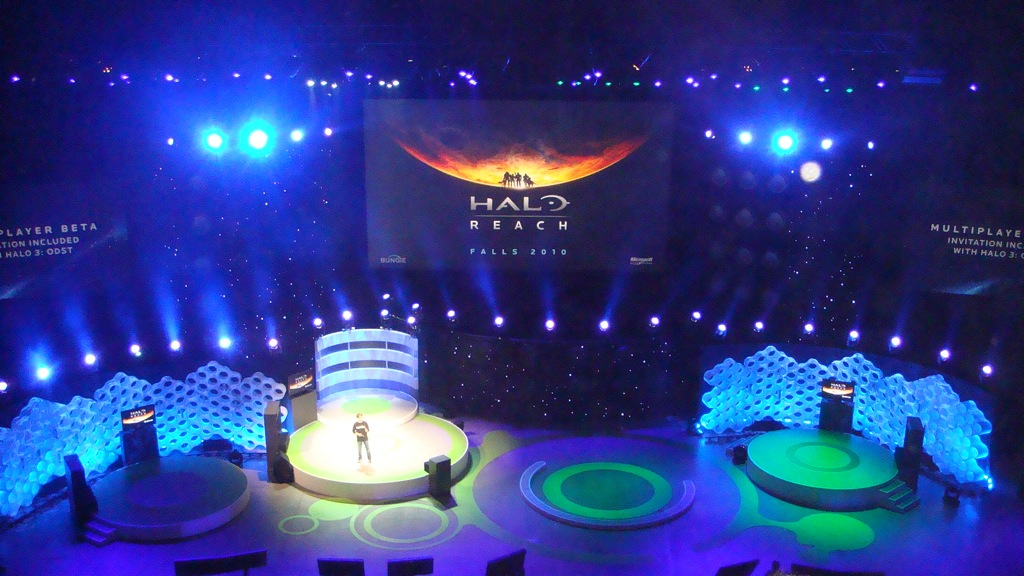
Auf der E3 2009 wurde Just Cause 2 neben anderen Titeln wie Halo: Reach das erste Mal vorgestellt.

Die Entwicklung von Just Cause 2 wurde ursprünglich unter der Regie von Eidos Interactive geführt. Erste Details über die Entwicklung wurden Anfang 2008 von Mitarbeitern von Avalanche preisgegeben. Der führende Designer Peter Johansson gab als Entwicklungsziele an, die Spielwelt belebter erscheinen zu lassen als im Vorgänger sowie Stunt- und Kampfszenen verbessern zu wollen. Die Entwicklung von Just Cause 2 sollte ursprünglich Ende 2008 fertiggestellt sein. Ebenso war im selben Jahr eine Vorführung des Titels auf der Spielemesse E3 in Los Angeles geplant. Allerdings verzögerte sich die Entwicklung, auch durch Personalabbau beim Entwickler Avalanche Studios. Das angekündigte Veröffentlichungsdatum verschob sich erst auf 2009 und schließlich auf Mitte 2010. Im Juni 2009 wurde der erste Trailer veröffentlicht, der einige Spielszenen zeigte.
Auf der E3 2009 wurde das Spiel schließlich erstmals der Öffentlichkeit vorgestellt. In einem später im Internet veröffentlichten Interview stellte der Game Director Magnus Nedfors die Neuerungen von Just Cause 2 vor. Sowohl bei diesem Interview als auch in später veröffentlichten Demo-Videos spielte der Enterhaken der Hauptfigur eine wichtige Rolle. Dieser sei im Vergleich zum Vorgänger nun vielseitiger und einfacher zu verwenden. Als weitere Unterschiede zum Vorgänger wurden eine deutlich größere und vielfältiger gestaltete Spielwelt, sowie mehr Abwechslung im Spielprinzip genannt, zwei Punkte, die die Fachpresse bei Just Cause oft kritisierte. Eine weitere Besonderheit von Just Cause 2, die der Vorgänger ebenfalls besaß, aber die von Berichterstattern häufig aufgegriffen wurde, war die explosionslastige Spiel-Physik, zu der mehrere Videos von den Entwicklern und von Spielemagazinen veröffentlicht wurden.
Am 24. November 2009 kündigte das Unternehmen Square Enix, das Eidos Interactive inzwischen aufgekauft hatte und als neuer Publisher fungierte, an, dass Just Cause 2 am 23. März des nächsten Jahres in Nordamerika und im Verlauf der nächsten Wochen auch in Europa, Asien und Ozeanien erscheinen werde.
Für die englische Synchronisation wurden einige aus amerikanischen Serien bekannte Schauspieler wie Jason Chan, Jules de Jonge oder Junix Inocian verpflichtet. Bei der deutschen Synchronisation wirkte Johannes Semm mit, der bereits an mehreren Star-Wars- und Mass-Effect-Titeln mitarbeitete.
Die Windows-Version ist einer der ersten Titel, die auf DirectX 10 optimiert wurden. Daher ist Just Cause 2 nicht auf Windows XP lauffähig. Bekannt wurde dies durch die Veröffentlichung offizieller Systemanforderungen. Anders als die Konsolenversionen unterstützt die Windows-Version einige fortgeschrittenen Grafik-Techniken wie Screen Space Ambient Occlusion oder weiche Schatten. Die Entwickler arbeiteten bei der Entwicklung eng mit dem GPU-Hersteller Nvidia zusammen, sodass der Titel neue von Nvidia entwickelten Technologien wie CUDA und 3D Vision unterstützt.

## Veröffentlichung
Ende März 2010 erschien der Titel schließlich, zunächst in Nordamerika, ein paar Tage später auch in Europa und Australien. Am 10. Juni des gleichen Jahres kam Just Cause 2 auch auf den japanischen Markt. Bei Veröffentlichung wurde das Spiel an die Vertriebsplattform Steam gebunden. Vorbesteller erhielten zusätzliche Spielinhalte, etwa eine Karte oder zusätzliche Ausrüstungsgegenstände. Dazu zählte auch die erste Erweiterung zum Spiel, Bull’s Eye Assault, die dem Spiel ein zusätzliches Sturmgewehr hinzufügte.
Weitere Zusatzgegenstände, sogenannte DLCs, wurden sowohl zum kostenlosen als auch zum kostenpflichtigen Herunterladen nach der Veröffentlichung herausgegeben. Diese umfassten zunächst neue Fahrzeuge, etwa einen gepanzerten Eiswagen oder einen Monstertruck. Spätere DLCs umfassten auch neue Waffen und andere Ausrüstungsgegenstände. Die siebte und letzte Erweiterung zu Just Cause 2 erschien Anfang Mai 2010 unter dem Titel Black Market Aerial Pack.
Der Titel wurde von Sony in die Instant Game Collection ihres Netzwerks PlayStation Plus aufgenommen, er stand damit kostenlos Nutzern des kostenpflichtigen Sony-Diensts zur Verfügung. Laut eigener Aussage verdienten die Entwickler daran nichts. Außerdem veranstaltete Square Enix einen Wettbewerb, bei dem es darum ging, mit einem beliebigen Fahrzeug einen außergewöhnlichen Stunt zu vollführen. Spieler besaßen ein paar Monate Zeit, eigene Videos nach bestimmten Kriterien zu erstellen und einer Jury via Internet zu präsentieren. Der Gewinner, dessen Stunt daraus bestand, mit einem Flugzeug durch den Verbindungsgang zweier Hochhäuser zu fliegen, erhielt dafür im Oktober 2010 einen Preis in Höhe von 10.000 $.
Am 22. Oktober 2010 wurde der Soundtrack von Just Cause 2 auf der offiziellen Webseite des Spiels veröffentlicht. Er trägt den Titel Just Cause 2: Music To Blow S**t Up By und umfasst elf dem Spiel entnommene Titel.
Am 17. Dezember 2013 wurde der Just Cause 2: Multiplayer Mod veröffentlicht. Diese Modifikation wurde ursprünglich von Spielern begonnen und später vom Entwickler Avalanche aufgegriffen und unterstützt. Sie ermöglicht es, dass mehrere Spieler miteinander in der Spielwelt interagieren. So können sie gemeinsam die Minispiele gegeneinander bestreiten oder Angriffe auf Dörfer und Festungen führen. Die Modifikation fügt also einen vollwertigen Mehrspieler-Modus ein, der bislang nicht im Spiel enthalten war. Die Modifikation wurde über Steam veröffentlicht. Sie erhielt die Auszeichnung Mod of the Year 2013 der Webseite Game Front. In einer späteren Version des Mods kam zusätzlich ein Karteneditor hinzu.

## Rezeption

### Rezensionen
Just Cause 2 wurde von der Fachpresse weitgehend positiv beurteilt. Die Wertungen für die einzelnen Plattformen fielen dabei recht ähnlich aus. Die Online-Datenbank Metacritic errechnete für alle Versionen Durchschnittswertungen, sogenannte Metawertungen, von über 80 von 100 Punkten.
Große Aufmerksamkeit erfuhr das Kernstück, die Spielwelt. Kevin VanOrd vom englischsprachigen Magazin GameSpot lobte die Gestaltung der Spielumgebung. Sie sei eine der größten aller Zeiten und biete sehr viel Inhalt, mehr als die des Vorgängers. Eric Neigher von 1Up.com lobte die Vielfältigkeit der Umgebung, die mit weiten, trockenen Wüsten, Großstädten und schneereichen Bergregionen aufwarte. Mathias Oertel vom deutschen Magazin 4Players sah die Größe der Spielwelt zwar ebenfalls positiv, er kritisierte jedoch, dass die Welt an vielen Stellen zu leblos gestaltet sei. Das Spiel leide unter dem gleichen Problem wie Far Cry 2, dass Spieler zu oft unterbeschäftigt seien. Carsten Görig vom Spiegel sprach dagegen lobend davon, dass die Spielwelt der Trumpf des Spiels sei. Simon Parkin von Eurogamer beschrieb die Insel als großen, vielseitigen Spielplatz, der Spieler für lange Zeit beschäftigen würde.
Großen Umfang lobten Tester auch bei den über 100 verfügbaren Fahrzeugen und Waffen. Allerdings leiden laut Fabian Siegismund von GameStar insbesondere die Flugzeuge unter einer sehr schwammigen und unpräzisen Steuerung. Die herausragenden Fortbewegungsmittel im Spiel seien jedoch laut Nick Cowen vom Telegraph Ricos Enterhaken und sein Fallschirm, die sich gut für spektakuläre Stunts eignen.
Die ungewöhnliche weil äußerst actionbetonte Physik-Engine sei gewöhnungsbedürftig, biete aber viele Gelegenheiten zum Experimentieren. Ryan Clements beschrieb sie als geeignet, um es mit Hollywood-Filmen aufzunehmen. Van Ord kritisierte jedoch, dass sie häufiger zu fehlerhaften Berechnungen und damit zu nicht nachvollziehbaren Reaktionen neige. Das Online-Magazin Kotaku veröffentlichte mehrere Spielberichte und Videos mit Tests der Spielphysik, die außergewöhnliche Spielszenen zeigten.
In technischer Hinsicht sei das Spiel weitgehend überzeugend. Viele Tester waren sich darin einig, dass die Insel gut in Szene gesetzt werde. Dabei laufe das Spiel auch durchgängig stabil und flüssig. Weniger überzeugend sei dagegen die Vertonung. Neben vereinzelten Fehlern bei Toneffekten sei die Qualität der Synchronisation eher mäßig. Ryan Clements von IGN kritisierte weiterhin das Speichersystem, das im freien Spiel zu unvorhersehbar reagiere. In Missionen seien dagegen Speicherpunkte zu selten. Als weiteres Problem nannte Oertel die künstliche Intelligenz, die eher mäßig sei. Siegismund beschrieb sie allgemein als tumb.
Als schwächsten Punkt nannten viele Tester die Gestaltung der Handlung und der Charaktere. Van Ord beschrieb sie als sehr flach. Fabian Siegismund schrieb, dass die Missionen zu eintönig seien. Clements bemängelte, dass die Zwischensequenzen langweilig seien. Unterhaltsam sei jedoch die mangelnde Ernsthaftigkeit, die sich in überzeichneten Charakteren und skurrilen Gegnern zeige. Cowen kritisierte, dass die Figuren schlecht gestaltet seien und unsympathisch wirken.
In einem gesonderten Test der GameStar wurde Just Cause 2 mit Grand Theft Auto IV und Saboteur, zwei weitere Open-World-Spiele, in den Punkten Handlungsfreiheit, Abwechslung und Umgebungsgestaltung verglichen. Dabei schnitt der Titel besonders gut in den Bereichen Spielweltgröße und Grafik ab. Schwächere Bewertungen erhielt er bei der Charakterentwicklung und den Fähigkeiten der Computerfiguren.
Just Cause 2 wurde für den 28. Golden Joystick Award in der Kategorie bestes Actionspiel nominiert, den allerdings Assassin’s Creed II gewann. Ferner wurde der Titel vom deutschen Testmagazin GameRadio für seine Grafik, den Ton und das Spielprinzip ausgezeichnet.

### Verkaufszahlen
Just Cause 2 gelangte in der ersten Woche nach der Veröffentlichung an die Spitze der Top 10 der meistverkauften Spiele in Großbritannien. In Schweden belegte der Titel in einer ähnlichen Liste den achten Platz. Laut Angaben des Publishers Square Enix wurden von dem Spiel für alle Plattformen bis September 2010 etwa 1,48 Millionen Einheiten verkauft. Am 10. September 2013 teilte Christopher Sundberg, der Gründer von Avalanche Studios über das soziale Netzwerk Twitter mit, Just Cause 2 sei bislang von über 6 Millionen Spielern gespielt worden. Im durch eine Modifikation eingefügten Mehrspieler-Modus seien etwa wöchentlich 3.000 neue Spieler zu verzeichnen. Monatlich spielen etwa 500.000 Spieler.

## Auf dem Spiel aufbauende Medien
Bereits vor der Veröffentlichung von Just Cause 2 wurde vom damaligen Publisher Eidos angekündigt, dass ein Film zur gleichnamigen Spieleserie geplant werde. Als Produzent wurde Adrian Askarieh angeworben, der bereits für den gleichen Publisher Verfilmungen der Spieleserien Hitman und Kane and Lynch leitete. Ein paar Monate nach der Veröffentlichung des Spiels wurde mit Michael Ross ein Drehbuchautor verpflichtet. Ein Jahr später wurde angekündigt, dass Bryan Edward Hill ebenfalls als Drehbuchautor am Film, der inzwischen den Arbeitstitel Just Cause: Scorpion Rising erhielt, mitwirken werde. Auch kündigte der Produzent an, dass die Produktion des Filmes noch warten werde, da sie sich erst später um Investoren bemühen würden.
Bereits kurz nach der Veröffentlichung entstanden Spekulationen über einen Nachfolger. Zwar äußerte sich der Entwickler zum damaligen Zeitpunkt nicht, kündigte jedoch eine erneute Kooperation mit Square Enix an, welches sich bereits entsprechende Domains gesichert hat. Auch erfolgten ab 2012 einige Stellenausschreibungen bei Avalanche.
Am 11. November 2014 wurde Just Cause 3 offiziell angekündigt. Es erschien am 1. Dezember 2015 für Windows sowie für die beiden Konsolen Xbox One und PlayStation 4.